# Corriente de saturación
La corriente de saturación, es aquella parte de la corriente inversa en un diodo semiconductor, causada por la difusión de los portadores minoritarios de las regiones neutrales a la región de agotamiento. Esta corriente es casi independiente de la tensión inversa aplicada. (Steadman 1993, 459)
la corriente inversa de saturación, IS, para un diodo ideal p–n está dada por (Schubert 2006, 61):
{\displaystyle I_{\mathrm {S} }=eA\left({\sqrt {\frac {D_{\mathrm {p} }}{\tau _{\mathrm {p} }}}}{\frac {n_{\mathrm {i} }^{2}}{N_{\mathrm {D} }}}+{\sqrt {\frac {D_{\mathrm {n} }}{\tau _{\mathrm {n} }}}}{\frac {n_{\mathrm {i} }^{2}}{N_{\mathrm {A} }}}\right),\,}
Donde:
e es la carga elemental.
A es el área de sección transversal.
Dp,n son los coeficientes de difusión de huecos y electrones, respectivamente,
ND, NA son las concentraciones de moléculas donantes y aceptoras en los lados n y p, respectivamente,
ni es el valor intrínseco de la concentración de portadores en el material semiconductor,
{\displaystyle \tau _{\text{p}},\tau _{\text{n}}} son los tiempos de vida media de huecos y electrones libres, respectivamente.
Debe tenerse en cuenta que la corriente de saturación no es una constante para un determinado dispositivo, sino que varía con la temperatura. Una regla común es que se duplica por cada 10 °C de aumento en la temperatura. (Bogart 1986, 40)